# Gerson Vásquez
Gerson Benjamin Vásquez (nacido el 20 de marzo de 1979 en Tegucigalpa), es un exfutbolista hondureño que jugaba como defensor central. Su último club fue el Deportivo Necaxa, además de ser internacional con la selección hondureña. 
Representó a su país en el 1999 en el Campeonato Mundial Juvenil de la FIFA Sub-20, realizado en Nigeria. 

## Clubes
| Club            | País        | Año         |
| --------------- | ----------- | ----------- |
| Broncos UNAH    | Honduras    | 1998 - 1999 |
| F. B. C. Melgar | Perú        | 2000        |
| C. D. Olimpia   | Honduras    | 2000 - 2004 |
| C. D. Águila    | El Salvador | 2004 - 2005 |
| C. D. FAS       | El Salvador | 2005        |
| C. D. Victoria  | Honduras    | 2006        |
| Hispano F. C.   | Honduras    | 2006 - 2007 |
| Olancho F. C.   | Honduras    | 2007 - 2008 |
| C. D. Necaxa    | Honduras    | 2008 - 2011 |
| Comayagua F. C. | Honduras    | 2011 - 2012 |